# Selånger marknad

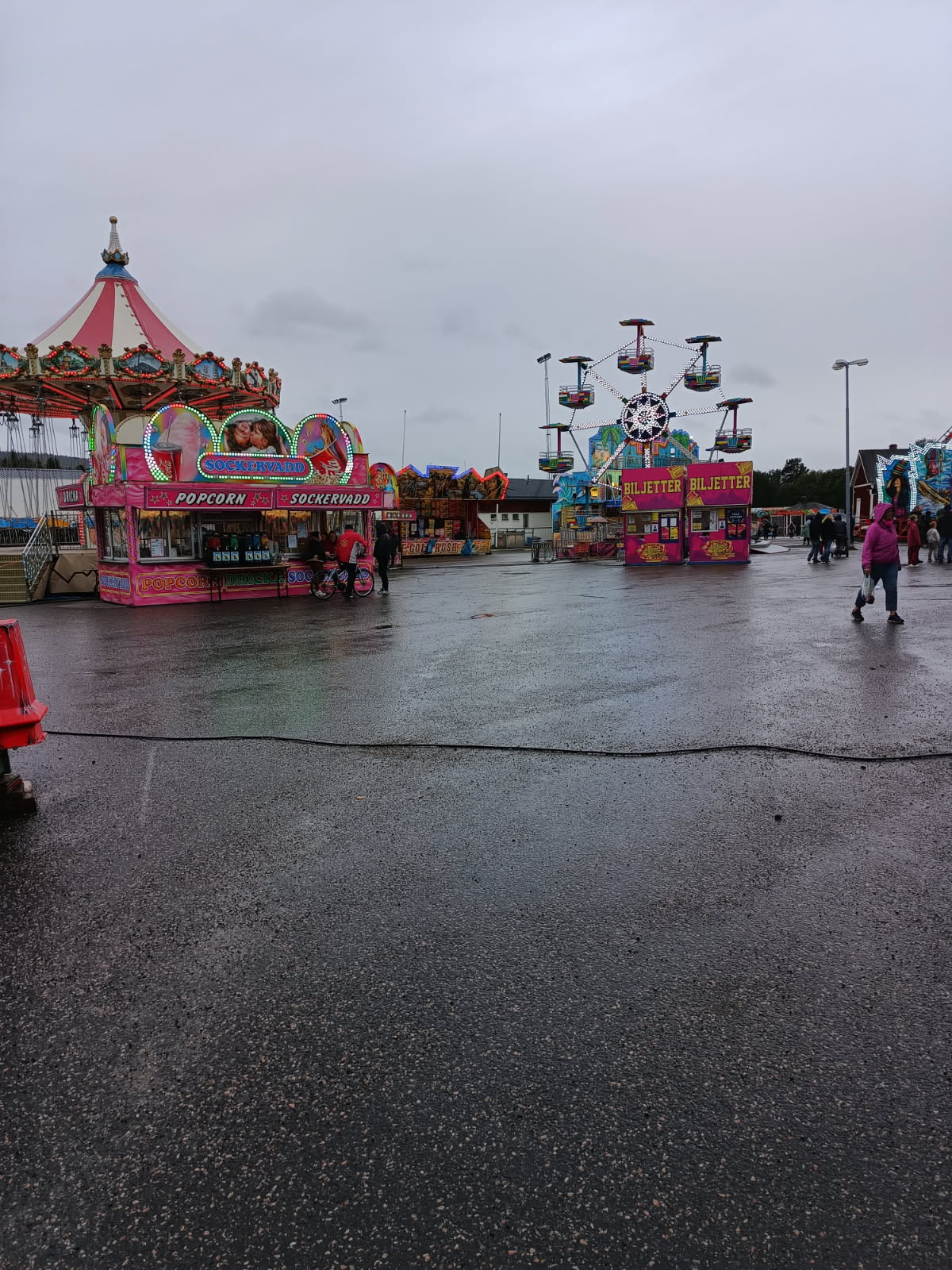
Tivolit på marknaden 2025.

Selånger Marknad är en årligt återkommande marknad i stadsdelen Bergsåker i Sundsvall. Marknaden lockar årligen ca 350 knallar och cirka 100.000 besökare.
Marknaden arrangeras av Selånger Sportklubb Idrottsallians. Alliansen består av de tre föreningarna Selånger SK Bandy, Selånger SK Fotboll och Selånger Skid- och Orienteringsklubb. Marknaden har arrangerats under helgen vecka 33 årligen sedan 1983 och har ett flertal gånger vunnit priset som Sveriges bästa marknad som knalleorganisationen Tomer årligen röstar fram.